# Maguireocharis
Maguireocharis — монотипний рід квіткових рослин, що належать до родини маренових (Rubiaceae). Він містить лише один відомий вид, Maguireocharis neblinaeSteyerm..
Він походить з Південної Венесуели та Північної Бразилії.
Назва роду Maguireocharis на честь Бассетта Маґвайра (1904—1991), американського ботаніка, головного куратора Нью-Йоркського ботанічного саду та керівника наукових експедицій до Бразилії та Венесуели. Латинський видовий епітет neblinae відноситься до Сьєрра-де-ла-Небліна, пісковикового масиву у Венесуелі. У 1954 році Бассетт Маґвайр відкрив багатий на рідкісні рослини гірський масив Серро-де-ла-Небліна.
Як рід, так і вид були вперше описані та опубліковані в Mem. New York Bot. Gard. Том 23 на сторінці 230 у 1972 році.